# Тоган (Сайрамський район)
Тога́н (каз. Тоған) — село у складі Сайрамського району Туркестанської області Казахстану. Входить до складу Кайнарбулацького сільського округу.
До 2000 року село називалось Прудхоз.
Населення — 161 особа (2021; 180 у 2009, 130 у 1999, 148 у 1989).
26 березня 2015 року до села було приєднано територію площею 0,29 км².